# Central hidroeléctrica Bujtarminskaya
El  embalse de Bujtarmá o de Bujtarmínskaya es un gran embalse artificial construido en el río Irtysh, 5 km aguas arriba de la ciudad de Serebryansk, en la provincia de Kazajistán Oriental en Kazajistán. Alimenta la central hidroeléctrica Bujtarmínskaya (Бухтарминская ГЭС), que  cuenta con 9 turbinas individuales con una capacidad generadora total de 738 megavatios y genera 2,6 billones de kilovatios-hora de electricidad al año. La central está dirigida por Kazzinc con una concesión a largo plazo. Está integrada en el sistema de electricidad nacional de Kazajistán y se usa como un alto productor para regular el suministro.